# توماس كابلان
توماس كابلان (بالإنجليزية: Thomas Kaplan)‏ هو رائد أعمال أمريكي، ولد في 1962.

## معرض صور

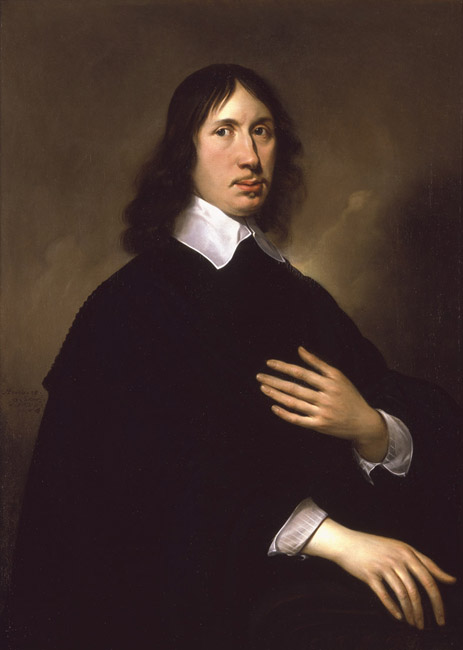
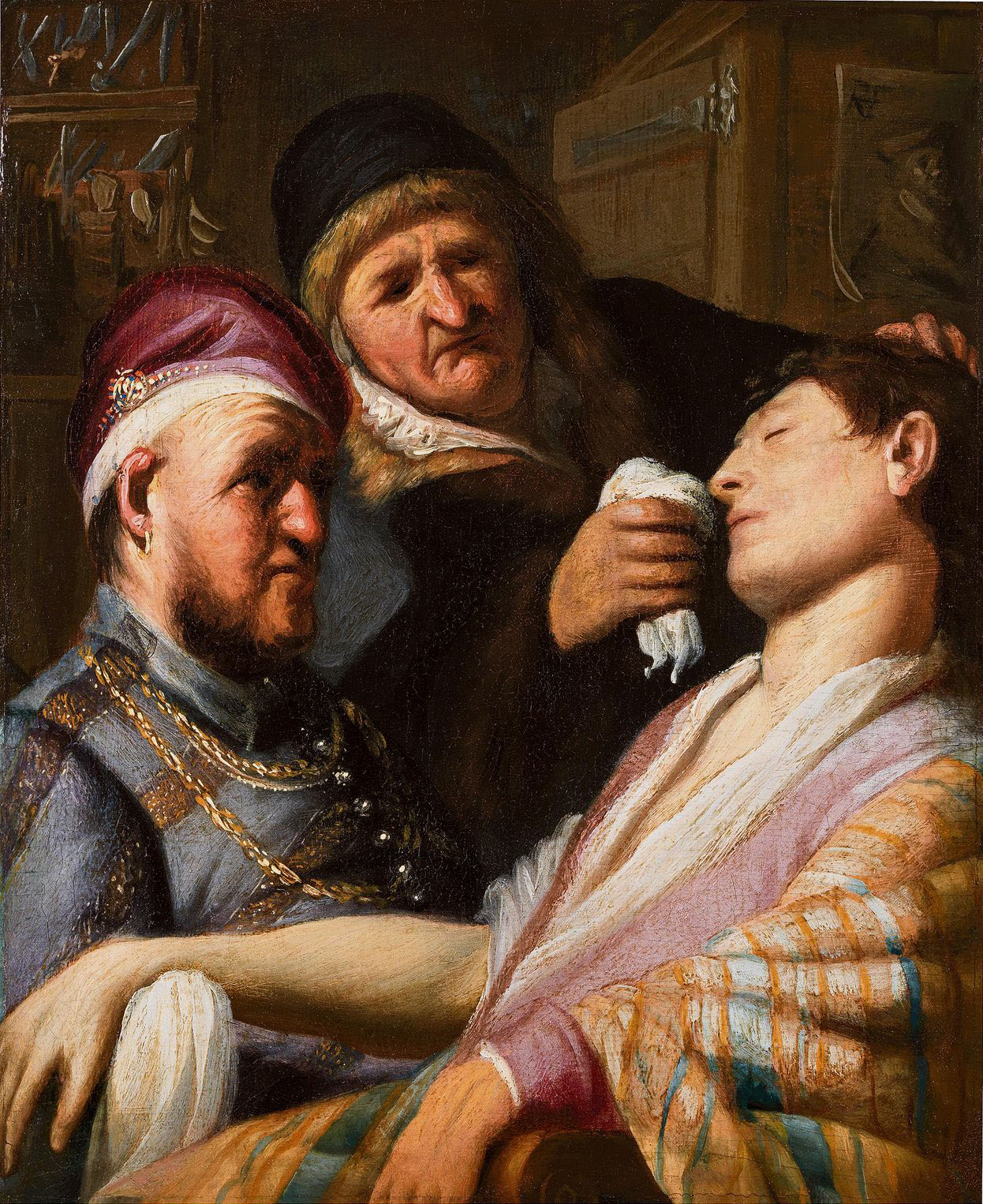
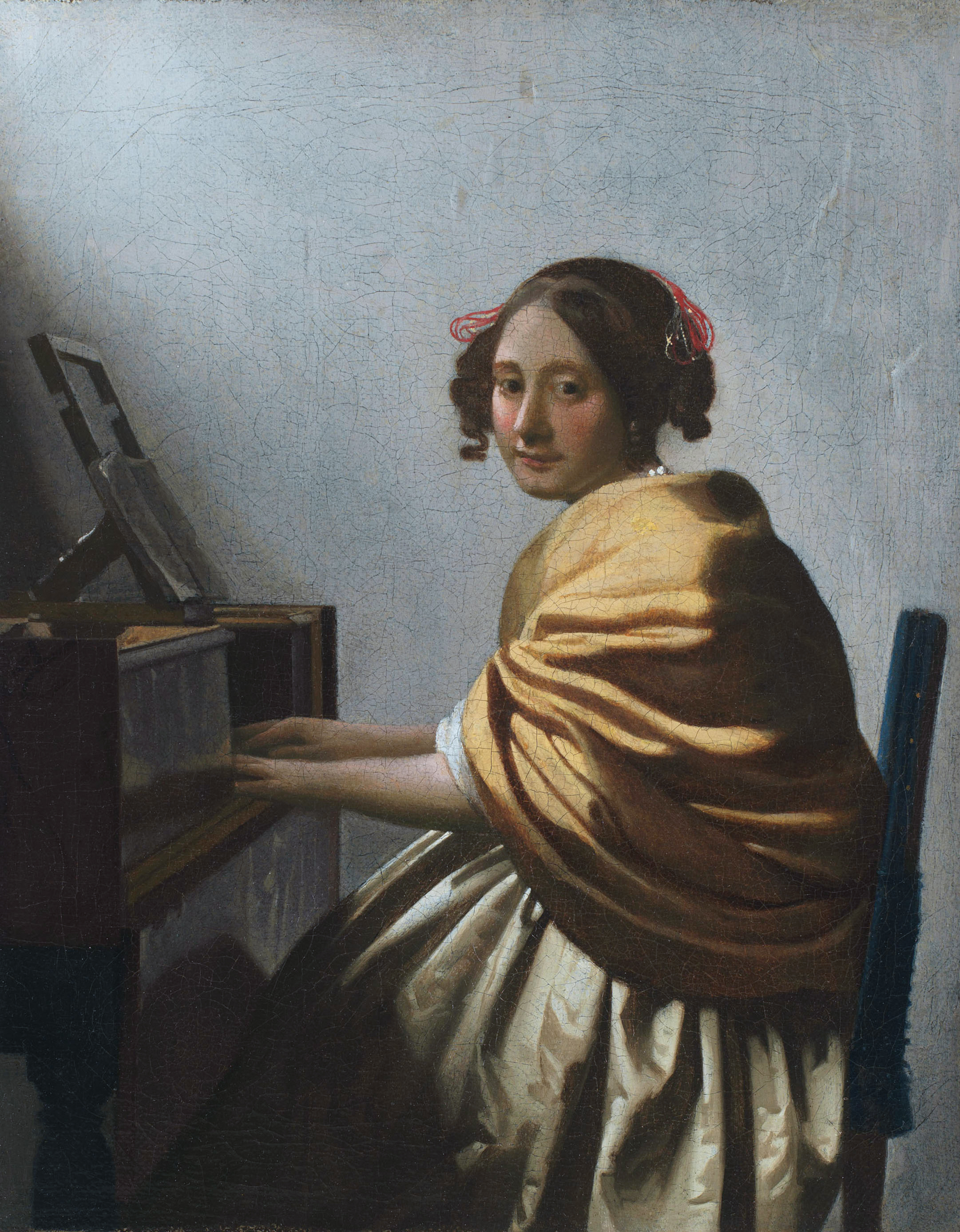
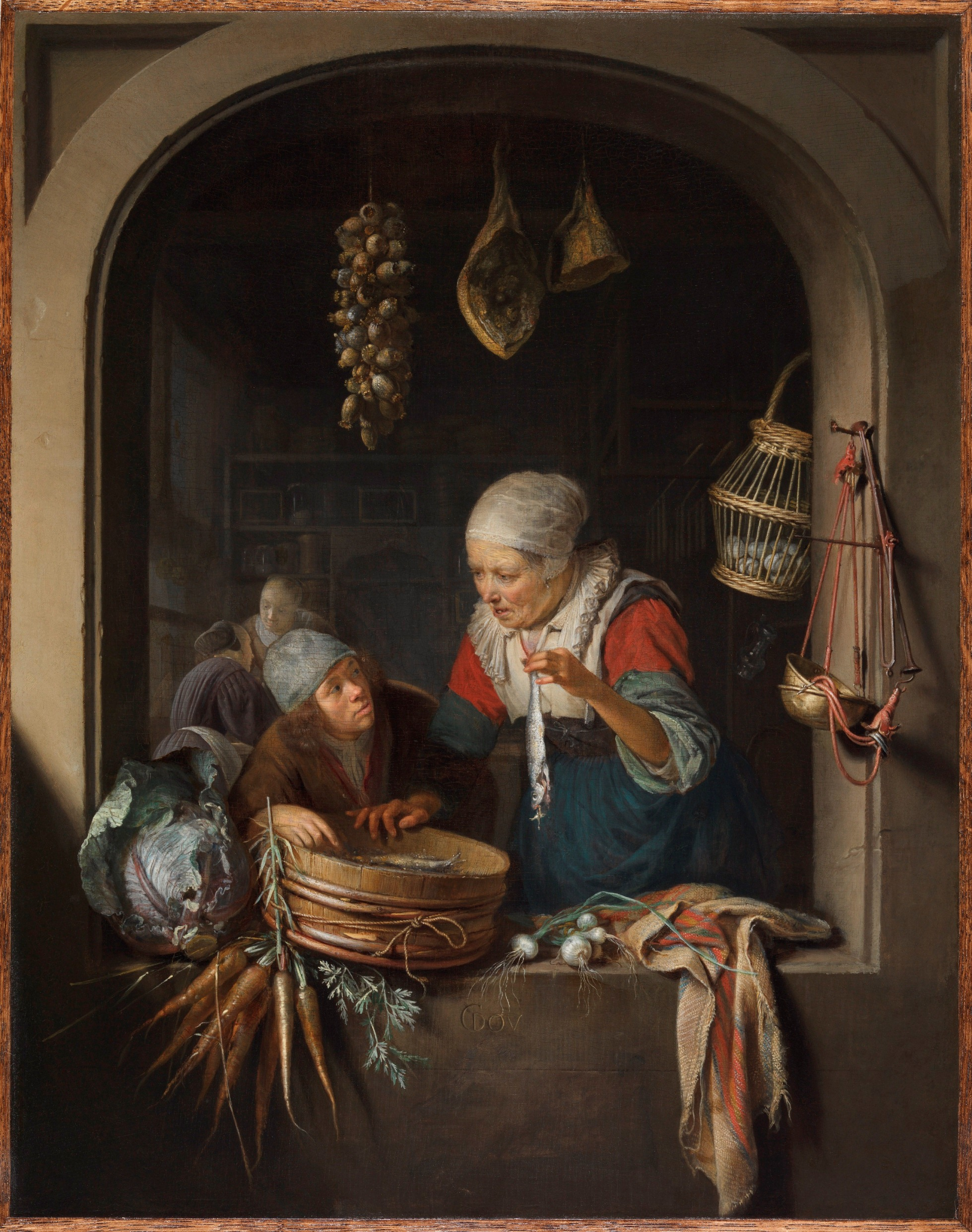
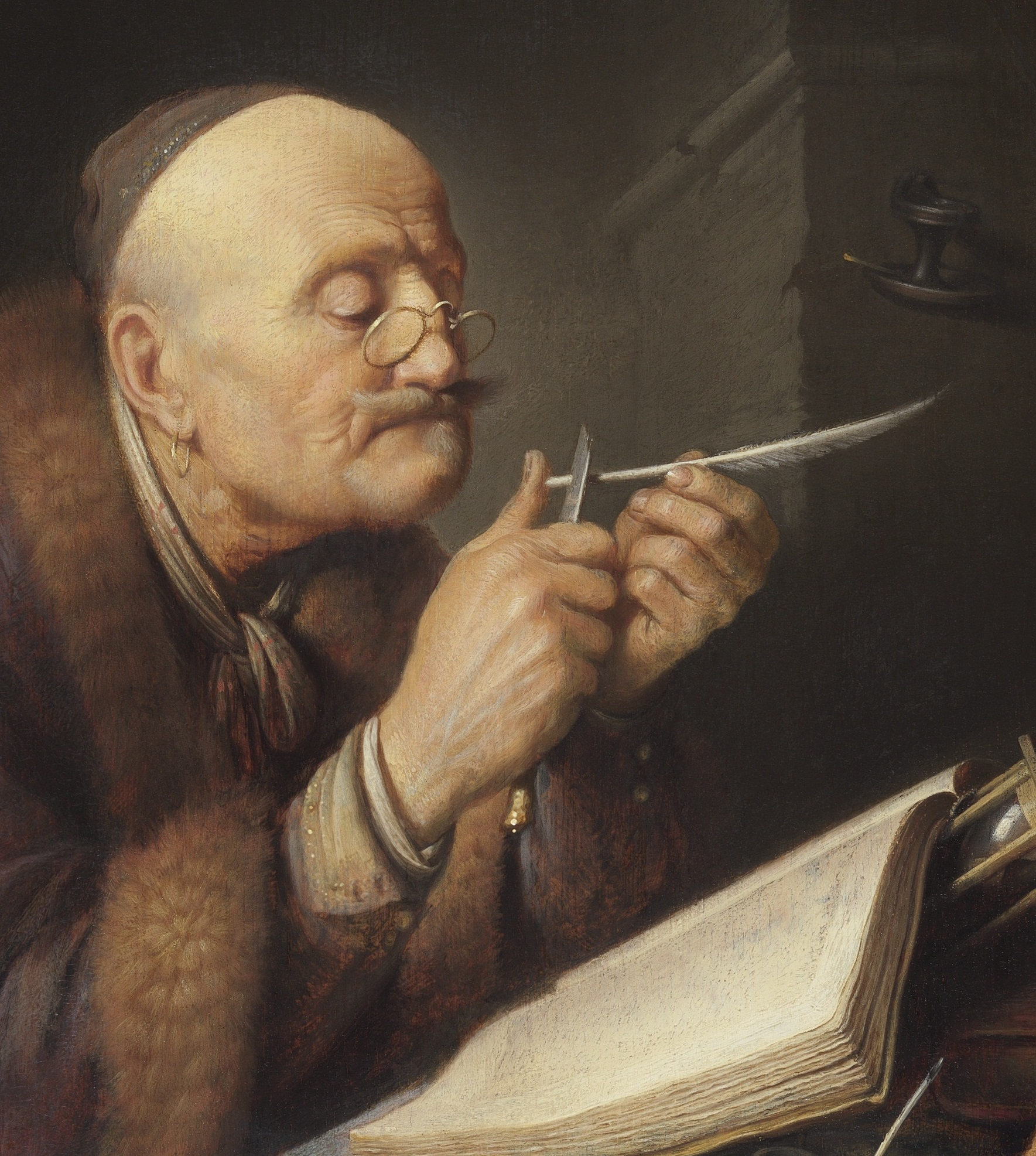